# Lacinipolia hamara
Lacinipolia hamara là một loài bướm đêm trong họ Noctuidae.